# آیین شال‌اندازی
آیین شال‌اندازی، یا شال‌اندازان، یکی از آیین‌های باستانیِ وابسته به چهارشنبه‌سوری است. امروزه، به‌ویژه در استان‌های همدان، آذربایجان شرقی و زنجان،و شهر ماکو آیینِ شال‌اندازی به‌جای مانده‌است.

## شیوهٔ برگزاری
در شبِ چهارشنبه‌سوری، پس از کوزه‌شکستن، فال‌گوشی، قاشق‌زنی و خاموشیِ آتش، جوانان چندین دستمالِ ابریشمی را به یکدیگر گره زده و از آن یک ریسمانِ رنگین و بلند می‌سازند. سپس، از راهِ پلکانِ خانه‌ها یا از روی دیوار، بر بالای بامِ خانه‌های فامیل یا همسایگان رفته و ریسمانِ ابریشمی را، هنگامی که خود یک سرِ آن را در بالای بام در دست دارند، از روزنه‌ای که در میانِ بام‌ها برای بیرون‌رویِ دودِ آتش‌دان یا تنورِ نان‌پزی برآمده است، درونِ خانه می‌برند. آنگاه، با چند سرفهٔ بلند، خانه‌دار را از آمدنشان آگاه می‌کنند. افرادِ خانه، با دیدنِ ریسمان، آنچه که پیشتر آماده کرده‌اند را در گوشهٔ شال می‌گذارند و گره می‌زنند. سپس، با یک تکانِ آرام، شال‌انداز را آگاه می‌کنند که «هدیهٔ سوری» آماده است. آنگاه، شال‌انداز، آن را به سوی بالا می‌کشد.
آنچه درونِ دستمال است، هم فال است و هم هدیهٔ چهارشنبه‌سوری؛ زیرا از روی آن فال‌گیری می‌کنند. چنان‌که اگر آن هدیه، گردهٔ نان باشد، نشانهٔ برکت است. شیرینی، نشانهٔ شیرین‌کامی و شادمانی است؛ انار، نشانهٔ آوردنِ فرزند است؛ گردو، نشانهٔ درازی زندگی است؛ بادام و فندق، گویای سرسختی و بردباری هستند؛ کشمش، نشانهٔ پرآبی و پربارانی است. گاهی با شال‌اندازی شوخی کرده و بر سرِ شال، جاروی کوچکی می‌بندند که آن نشانهٔ خانه‌خرابی و درماندگی است. امروزه، به‌ویژه در استان‌های همدان و زنجان، آیینِ شال‌اندازی به‌جای مانده‌است.
رسم شال‌اندازی هنوز در بعضی روستاهای آذربایجان شرقی رایج است و به آن شال‌سالاما گفته می‌شود. در این رسم پسران جوان و نوجوان شالی برداشته و از سوراخ بالای بام که محل خارج شدن دود تنور و تهویه است و به آن در زبان ترکی «باجا» می‌گویند، شال خود را پایین می‌اندازند. صاحب‌خانه نیز مقداری آجیل و شیرینی در گوشه شال می‌بندد تا پسر آن را بالا بکشد. اگر پسر خواهان دختر خانواده باشد، شال را بالا نمی‌کشد. اگر خانواده دختر راضی باشند، نشانه‌ای به شال می‌بندند.